# سوزيت لا فليش
كانت سوزيت لا فليش، لاحقًا سوزيت لافليش تيبلز، لُقبت أيضًا بإنشاتا ثيومبا، وتعني «العيون اللامعة» (1854–1903)، كاتبة ومحاضرة ومترجمة وفنانة أمريكية مشهورة من السكان الأصليين وتحديدًا من قبيلة أوماها في نبراسكا. كانت لا فليش من أنصار التقدمية وكانت المتحدثة باسم حقوق الأمريكيين الأصليين. كانت ذات أصول بونكية وآيوية وفرنسية وأنجلو أمريكية. كُرمت عام 1983 في قاعة المشاهير في نبراسكا؛ وفي قاعة الشهرة الوطنية للمرأة عام 1994.

## بدايات حياتها وتعليمها
ولدت سوزيت، الملقبة بإنشاتا ثيومبا (العيون اللامعة)، في بيليفيو بنبراسكا نحو عام 1854، وهي الابنة الكبرى من بين خمسة أطفال لجوزيف لافليش وزوجته ماري غيل. كان جوزيف نجل تاجر الفراء الفرنسي جوزيف لا فليش، مهاجر ثري من فرنسا، وزوجته من بونكا، وايوينشتشا، التي يقال إنها قريبة زعيم أوماها، بيغ إلك. وبعد بضع سنوات من التجارة مع شعب أوماها في أثناء العمل مع بيتر ساربي، تبنى الزعيم بيغ إلك لا فليش الأصغر ابنًا، وعينه خليفًا لمنصبه. أصبح لا فيلش (العيون الحديدية) آخر زعيم تقليدي لأوماها.
كانت عائلة لا فليش «عائلة بارزة وثرية ومثقفة» ضمن قبيلة أوماها. شدد كل من لا فليش وماري على أهمية التعليم لأطفالهما: لويس وسوزيت وروزالي ومارغريت وسوزان، و «فضّلا نهج الاستيعاب الثقافي». اعتقدا أنه سيوفر مستقبلًا أفضل لشعبهم. وشجعت عائلة لا فليش المدارس التبشيرية والمعلمين ذوي البشرة البيضاء لأطفالهم.

## حياتها المهنية
كانت سوزيت لا فليش في شبابها أكثر اهتمامًا بالسياسة وسرعان ما تخرجت وتعلمت كيفية التحدث باللغة الإنجليزية. وعملت في البداية معلمةً في محمية أوماها. لطالما أرادت أن تصبح معلمة، وبعد تخرجها من المدرسة في معهد إليزابيث للسيدات الشابات في نيوجيرسي، عادت إلى موطنها وقيل لها إنها لا تستطيع التدريس في المحمية. فراسلت بعد ذلك المفوض الهندي الذي أخبرها أنها لا تستطيع التدريس بدون شهادة. فسألت الوكيل الهندي في محمية أوماها عما إذا كان بإمكانها مغادرة المحمية حتى تتمكن من إجراء الاختبار والحصول على شهادتها. رفض منحها الإذن لكنها غادرت على أي حال وطلبت من المشرف العام على المدارس أن يعطيها اختبارات التدريس. حصلت على شهادتها، وقدمتها إلى المفوض الهندي الذي رفضها مرة أخرى ثم أخبرها أنها بحاجة إلى «شهادة حسن السيرة والأخلاق». كتبت لمعلميها في مدرسة نيوجيرسي وتلقت رسائل توثق «أخلاقها الحميدة». أرسلت رسائلها وشهادتها إلى المفوض الهندي، لكن دون رد. راسلته مرة أخرى وهددته بنقل هذه القصة إلى الدوريات، فرضخ لها أخيرًا وأعطاها مبنىً و20 دولارًا شهريًا. جمعت بعض طلاب أوماها وأصبحت أول معلمة هندية أمريكية في محمية أوماها. أرادت أيضًا تعليمهم الموسيقى ولذلك ادخرت المال واشترت آلة الأرغن.
نظرًا لأن جدتها من جهة والدها وعمها كانا من قبيلة بونكا، سافرت مع والدها إلى أوكلاهوما للتحقيق في الظروف المحيطة بالإبعاد القسري للقبيلة من نبراسكا إلى الأراضي الهندية. (أعادت حكومة الولايات المتحدة تخصيص أرض بونكا في نبراسكا إلى محمية سو الكبرى).

## زواجها
تزوجت لا فليش توماس تيبلز في يوليو 1881، بعد وفاة زوجته. خلال السنوات الأربعة عشرة التالية، أمضى الزوجان بعض الوقت في واشنطن العاصمة (1893-1895)، لكنهما مكثا معظم الوقت في نبراسكا. وأثناء وجودها في واشنطن، كتبت لا فليش وألقت محاضرات حول قضايا الأمريكيين الأصليين. فمثلًا، ألقت خطابًا أمام جمعية النهوض بالمرأة، حول «وضع المرأة الهندية ومهنتها وثقافتها».
في نبراسكا، أمضت وقتًا في الزراعة على قطعة الأرض المخصصة كونها عضوًا قبليًا في محمية أوماها، وفي الكتابة أيضًا. كان زوجها يدير ممتلكات والدها، وعاشا هناك معظم الوقت.